# 陳玉如
陳玉如（Yu-Ju Chen），台灣女生物學家、美國爱荷华州立大学物理化學博士，專長領域為生物質譜法及蛋白質體學。現為中央研究院化學研究所特聘研究員。

## 學經歷
畢業於臺灣大學化學系，美國愛荷華州立大學物理化學博士學位。2013年擔任中研院化學所所長，並於2021年卸任。
2017年，陳玉如推動與美國臨床蛋白基因體學腫瘤分析聯盟(CPTAC)共同合作「台灣癌症登月計畫」，取得重大疾病關鍵突破，成為全球第一個完整剖析東亞肺癌的研究。其研究成果發表於頂尖期刊《細胞》(Cell)，成為當期封面；開發的「質譜儀全面性定量細胞膜蛋白體方法」，幫助科學家了解蛋白質造成疾病的機制，以近一步開發疾病檢測或是藥物標靶蛋白質。其全球首創的「奈米探針質譜檢測技術」，亦助益於癌症早期檢測。
2019年，獲選人類蛋白質組組織理事長，為組織中最年輕，也是首位亞洲女性理事長。
2023年，擔任中國化學會理事長

## 研究貢獻
陳玉如的研究主要為蛋白質，解析生物功能關鍵蛋白及疾病的機制，並針對多種癌症研究出早期診斷和治療之方法，推動精準醫學。

## 學術成就
生物質譜技術法、蛋白質體學proteomics，以新式生物資訊輔助質譜學技術，研究人體膜蛋白體、磷酸化蛋白質體及亞硝基化蛋白質體在疾病之間相關性，透過發展功能化奈米粒子結合質譜技術，應用於疾病標記蛋白質定量、轉譯後修飾分析及藥物與蛋白質之間研究。
| 年份   | 獎項                                                                  |
| ------ | --------------------------------------------------------------------- |
| 2006年 | 中國化學會傑出青年獎                                                  |
| 2006年 | 亞太化學學會(Federation of Asian Chemical Societies) 傑出青年化學家獎 |
| 2008年 | 中央研究院年輕學者著作獎(數理組跨生命組)                              |
| 2008年 | 行政院國家科學委員會吳大猷先生紀念獎                                  |
| 2011年 | 台灣質譜學會優秀學者獎                                                |
| 2012年 | 財團法人水木化學文教基金會傑出青年學者獎                              |
| 2013年 | 行政院國家科學委員會傑出研究獎                                        |
| 2019年 | 中央研究院特聘研究員                                                  |
| 2020年 | 台灣質譜學會獎章                                                      |
| 2021年 | 國家新創獎(奈米質譜癌症檢測技術)                                      |
| 2021年 | 國家實驗研究院研發服務平台亮點成果獎                                  |
| 2022年 | 國家科學及技術委員會 傑出研究獎                                       |
| 2023年 | 國家科學及技術委員會 傑出研究獎                                       |
| 2023年 | 台灣傑出女科學家獎 傑出獎                                             |
| 2023年 | 侯金堆傑出榮譽獎                                                      |